# Fadogia lactiflora
Fadogia lactiflora là một loài thực vật có hoa trong họ Thiến thảo. Loài này được Welw. ex Hiern mô tả khoa học đầu tiên năm 1877.